# Неф
Неф (њем. Neef) општина је у њемачкој савезној држави Рајна-Палатинат. Једно је од 92 општинска средишта округа Кохем-Цел. Према процјени из 2010. у општини је живјело 480 становника. Посједује регионалну шифру (AGS) 7135068.

## Географски и демографски подаци
Неф се налази у савезној држави Рајна-Палатинат у округу Кохем-Цел. Општина се налази на надморској висини од 90 метара. Површина општине износи 6,5 km². У самом мјесту је, према процјени из 2010. године, живјело 480 становника. Просјечна густина становништва износи 74 становника/km².